# Pulau Tarakan
Pulau Tarakan är en ö i Indonesien.   Den ligger i provinsen Kalimantan Utara, i den norra delen av landet, 1 600 km nordost om huvudstaden Jakarta. Arean är 252 kvadratkilometer.
Terrängen på Pulau Tarakan är platt. Öns högsta punkt är 112 meter över havet. Den sträcker sig 22,8 kilometer i nord-sydlig riktning, och 17,2 kilometer i öst-västlig riktning.  I omgivningarna runt Pulau Tarakan växer i huvudsak städsegrön lövskog.
Följande samhällen finns på Pulau Tarakan:
- Tarakan